# Deptford
Deptford is een wijk in het Londense bestuurlijke gebied London Borough of Lewisham, in het zuidoosten van de regio Groot-Londen, Engeland.

## Geboren in Deptford
- Percival Christopher Wren (1875-1941), schrijver
- Steve Harley (1951-2024), singer/songwriter (Cockney Rebel)
- James Blake (1989), muzikant